# Mokoia (Meteorit)
Koordinaten: 39° 38′ 0″ S, 174° 24′ 0″ O
Mokoia (selten nach dem heutigen Aufbewahrungsort der beiden Hauptteile auch Whanganui genannt) ist ein Meteorit, der im Jahr 1908 auf der Nordinsel von Neuseeland im Distrikt Mokoia in der Region Taranaki niederging.
Es war der erste Meteorit, dessen Fall in Neuseeland beobachtet und schriftlich dokumentiert wurde, und es blieb auch der einzige dokumentierte Fall in Neuseeland, bei dem Material geborgen wurde, bis im Juni 2004 ein weiterer Meteorit das Dach eines Hauses in Auckland durchschlug. Insgesamt sind in Neuseeland mindestens neun Meteoritenbruchstücke geborgen worden (Stand 2008).
Der Meteorit wird klassifiziert als kohliger (kohlenstoffhaltiger) Chondrit vom Typ CV3. Die Gesamtmasse der beiden geborgenen Teile beträgt 4,5 kg.
Diese beiden etwa gleich großen Teile sind heute Bestandteil der Sammlung des Regionalmuseums in Whanganui. Es wird aber angenommen, dass der Meteorit insgesamt noch viel größer war, da der Fall mehrerer Bruchstücke beobachtet wurde, der Hauptteil aber ins Meer fiel.

## Fall, Bergung und Aufbewahrungsorte des Meteoriten
Am 26. November 1908 sahen Zeugen mitten am Tag einen Blitz gefolgt von einem hellen Lichtball, der mit einem silbrigen Schweif über den Himmel der Nordinsel Neuseelands raste. Besucher der Pferderennbahn in New Plymouth berichteten, sie hätten die lange Rauchfahne am Himmel gesehen.
Zeugen in der Stadt Whanganui berichteten von der Verzögerung zwischen dem Licht und der darauf folgenden lauten Explosion. Diese Detonationen wurden als „Kanonade“ beschrieben und waren über hunderte von Kilometern von North Taranaki bis Hawke’s Bay zu hören.
Unmittelbar danach wurde der Fall mehrerer Bruchstücke beobachtet, aber der Hauptteil des Meteors fiel nach diesen Beobachtungen vor dem Castlecliff Beach bei Whanganui ins Meer.
Andere Brocken fielen in einen Bach, weitere gingen ca. 180 Meter vom Gehöft von Cecil Hawken zu Boden.
Trotz entschlossener Bemühungen, noch weitere Bruchstücke zu lokalisieren, konnten aber nur zwei Teile von jeweils etwa 2,3 kg geborgen werden.
Diese Fragmente fielen im Distrikt Mokoia, etwa 30 km nördlich der Stadt Whanganui.
Drei Tage nach dem Fall besuchte der „Meteoritenjäger“ William Syme den neu ernannten Kurator des Regionalmuseums in Whanganui, George Marriner, mit einem kleinen dunkel gefärbten Stein und der Nachricht von dem Fall.
Marriner ahnte, dass er etwas Außergewöhnlichem geschehen war, und eilte am nächsten Morgen mit dem ersten Zug nach Mokoia.
Nach einem Treffen mit Cecil Hawken, fand Marriner zwei Bruchstücke, die ein kleines Loch in den unteren Teil eines Baumes in einer Kiefernplantage gerissen hatten.
Hätten sich die Bruchstücke in den Boden eingegraben, wären sie leicht zu übersehen gewesen.
Die beiden größeren Stücke von je etwa 2,3 Kilogramm waren von verstreuten kleineren Fragmenten sowie vom Einschlag zertrümmerten Teilen der Baumwurzel umgeben.
Die beiden großen Brocken wurden ins Regionalmuseum Whanganui gebracht, wo sie heute aufbewahrt werden.
Spätere Analysen ergaben, wie selten und bedeutend dieser Fund ist.
Sechs Monate nach dem Einschlag wurden mehrere Teile des Meteoriten nach Bristol in England geschickt, wo sie von William Denning untersucht wurden. Seitdem wurden Proben zur Analyse in die ganze Welt verschickt.
Fragmente des Meteoriten befinden sich heute unter anderem in der University of New Mexico, dem American Museum of Natural History, dem Natural History Museum in London, der Arizona State University und dem Field Museum in Chicago, dem Muséum national d’histoire naturelle in Paris und beim Geological Survey of India in Kalkutta. Es gibt auch ein Fragment in der Sammlung des Puke Ariki,
einem Museum in New Plymouth. Das im Puke Ariki aufbewahrte Fragment hat eine Masse von 76 Gramm und misst etwa 44 × 34 × 35 Millimeter.

## Klassifizierung
Mokoia ist einer der größeren Vertreter des seltensten aller Meteoritentypen, eines kohligen (kohlenstoffhaltigen) Chondriten; vom Subtyp her ist er dem Vigarano-Meteoriten ähnlich (allgemeine Typbezeichnung CV, hier speziell CV3).
CV-Meteoriten zeichnen sich durch große Chondren, große feuerfeste Einschlüsse (Inklusionen) und eine reichhaltige Matrix (Gesteinssubstanz, in die Chondren und Inklusionen eingebettet sind) aus. Weitere Kennzeichen sind ihre spezifischen Mengenverhältnisse der chemischen Elemente und speziell der Sauerstoff-Isotope untereinander aus.
Es wird angenommen, dass die feuerfesten Einschlüsse zu den frühesten festen Objekten gehören, die aus dem präsolaren Sonnennebel entstanden sind.
Mokoia gehört zur oxidierten Untergruppe der CV3-Meteoriten, zu dieser gehören auch Allende, Grosnaja und Kaba.
Die große Masse von Allende (mindestens 2 Tonnen) ermöglichte zahlreiche Untersuchungen und Entdeckungen, die in der Folge die Erwartungen an CV-Chondrite dominierten. Insbesondere werden auch kleinen Unterschiede zwischen den verschiedenen CV-Meteoriten eifrig verfolgt (vgl. Kaba-Meteorit §Untergruppen des Typs CV3). Gegenwärtig geht man davon aus, dass die Mineralogie der oxidierten CV-Meteoriten (möglicherweise mit Hilfe wasserhaltiger Flüssigkeiten) aus einer vorherigen mineralogischen Zusammensetzung umgewandelt wurde, die der eher reduzierten Mineralogie der „Vigarano-ähnlichen“ Untergruppe ähnelt (CV3.2). Die Mineralienzusammensetzung von Mokoia bieten daher eine weitere Möglichkeit besser zu verstehen, welche Prozesse unser heutiges Sonnensystem hervorgebracht haben.
Mokoia enthält reichlich Neon, das vom primordialen Sonnennebel oder Sonnenwind stammt, das Isotopenverhältnis 20Ne/22Ne beträgt 13,7:1, was in seiner Zusammensetzung auch dem modernen Sonnenwind entspricht.
Die Supernova-Explosionen, die auch die Region der Sonne in ihrer Heimatgalaxie, der Milchstraße mit schweren Elementen anreicherten und schließlich unser heutiges Sonnensystem hervorbrachten, schleuderten auch jede Menge Kohlenstoff heraus. Aus diesen schweren Elementen formierten sich mit der Zeit Klumpen, die solange umhertreiben, bis sie auf einen Planeten wie den unseren treffen. Einige Theoretiker vermuten, dass kohlenstoffreiche Meteoriten wie Mokoia zum Beginn des Lebens auf der Erde beigetragen haben könnten. Auch aus diesem Grund wurden kleine Stücke des Mokoia-Meteoriten an Wissenschaftler aus aller Welt verschickt, um sie zu analysieren.
Joel Schiff schätzte die wie weiße Flechten aussehenden Calcium-Aluminium-Einschlüsse (englisch inclusions, CAIs) des Meteoriten auf ein Alter von 4,57 Milliarden Jahren, was sie zum ältesten bekannten Material im Sonnensystem macht. Größere Körper wie Planeten und Meteoriten bildeten sich erst 10–50 Millionen Jahre später.
Wie von der NASA um 2018 bekannt gegeben, wurden auf dem Mars organische Moleküle gefunden. Aber auch in kohlenstoffreichen Meteoriten vom Typ kohliger Chondrit wie dem in Whanganui aufbewahrten Mokoia sind organische Moleküle extraterrestrischen Ursprungs zu finden. Die zu diesem Meteoriten veröffentlichten wissenschaftlichen Arbeiten belegen, dass in ihm insbesondere Aminosäuren, die Bausteine von Proteinen, enthalten sind.
Sie sind zwar nicht in dem Maße vorhanden, wie sie vom Leben auf der Erde gebildet werden, dennoch ist ihr Vorhandensein von großer Bedeutung.
Es ist möglich, dass von der NASA auf dem Mars gefundenen organischen Verbindungen auf demselben Weg dorthin gelangt sind wie der Kohlenstoff in diesen Meteoriten. Wahrscheinlich wurde auch der Mars im Laufe der Jahre mit diesem Urmaterial „bestäubt“.